# Alojs Andritzki
Alojs Andritzki (n. 2 iulie 1914, Radibor, Saxonia, Germania – d. 3 februarie 1943, Lagărul de concentrare Dachau, Bavaria, Germania Nazistă) a fost un preot romano-catolic german. Andritzki a fost hirotonit preot chiar înainte de începerea celui de-al Doilea Război Mondial, în timpul căruia s-a manifestat ca un critic vocal al regimului nazist și al acțiunilor sale. Opoziția sa antinazistă a atras mânia autorităților germane, care l-au arestat și deportat în lagărul de concentrare de la Dachau, unde a fost ucis printr-o injecție letală.
Ceremonia solemnă de beatificare a sa a fost oficiată la Dresda în 13 iunie 2011.

## Biografie
Alojs Andritzki s-a născut în 1914 ca al patrulea dintre cei șase copii ai profesorului Johann Andritzki și ai Magdalenei Ziesch. Tatăl său îi ducea pe toți copiii o dată pe lună în pelerinaj la diferite sanctuare catolice și le-a insuflat credința creștină. Aceste pelerinaje i-au determinat pe cei doi frați mai mari ai săi să devină ei înșiși preoți. A avut două surori (Marja și Marta) și trei frați (Jan, Gerard și Alfons). Primii doi frați au fost preoți, în timp ce Alfons, care era cel de-al șaselea copil și intrase în Ordinul iezuit, a murit ca soldat în timpul celui de-al Doilea Război Mondial.
În 1934 a început studii teologice la Paderborn, pe care le-a continuat la Seminarul Teologic de la Bautzen, unde a devenit diacon în 1938. Andritzki a fost hirotonit preot la 30 iulie 1939 la Bautzen de către episcopul Petrus Legge și a celebrat prima sa liturghie la Radibor în ziua de 6 august.
Preotul Andritzki a fost arestat de Gestapo la 21 ianuarie 1941 pentru că ar fi făcut „declarații ostile” împotriva regimului nazist cu prilejul unor spectacole teatrale dedicate sărbătoririi Nașterii Domnului; i-ar fi avertizat pe tinerii enoriași că vor urma vremuri grele pentru creștini. A fost interogat la 7 februarie 1941 și trimis mai întâi la centrul de detenție de la Dresda. În iulie 1941 el a fost condamnat la șase luni de închisoare din cauza „atacurilor perfide” la adresa regimului. Tatăl său a trimis o scrisoare emoționantă cancelariei Reichului de la Berlin, în care cerea eliberarea fiului său, deoarece acuzațiile împotriva lui fuseseră retrase, dar acest apel a fost ignorat. Deoarece a refuzat să coopereze cu autoritățile naziste, preotul Andritzki a fost transportat pe 2 octombrie 1941 în lagărul de concentrare de la Dachau ca deținutul nr. 27829. Era un artist și un muzician talentat și a pictat scena Nașterii Domnului pe pereții unei barăci, care a fost transformată astfel într-o capelă. De asemenea, i-a distrat pe ceilalți deținuți mergând în mâini. În perioada detenției a întâlnit doi preoți ai mișcării mariane de la Schoenstatt, Joseph Fischer și Heinz Dresbach.
Din cauza condițiilor precare de igienă și a malnutriției, s-a îmbolnăvit de febră tifoidă în preajma Crăciunului anului 1942, dar s-a prezentat la infirmerie abia la 19 ianuarie 1943. Aflat în baraca bolnavilor de febră tifoidă și simțindu-și sfârșitul, preotul Andritzki a rugat pe un gardian să-i aducă un preot care să-i dea ultima împărtășanie, dar comandantul lagărului a făcut următoarea remarcă batjocoritoare: „Îl vrea pe Cristos? Îi vom da în schimb o injecție” și a decis să-l eutanasieze. Preotul a primit o injecție letală și a murit la 3 februarie 1943 din cauza supradozei de substanțe chimice. Naziștii au susținut că a murit de febră tifoidă, ascunzând faptul că preotul a fost ucis. Rămășițele sale pământești au fost dezmembrate și apoi incinerate. Cenușa lui a fost trimisă părinților într-o urnă, care a fost îngropată la 15 aprilie 1943 în vechiul cimitir catolic din Dresda. La 5 februarie 2011 urna a fost transferată printr-o procesiune solemnă efectuată în prezența a mii de credincioși în Catedrala din Dresda. Grupul etnic sorab l-a venerat mult timp.

## Beatificarea

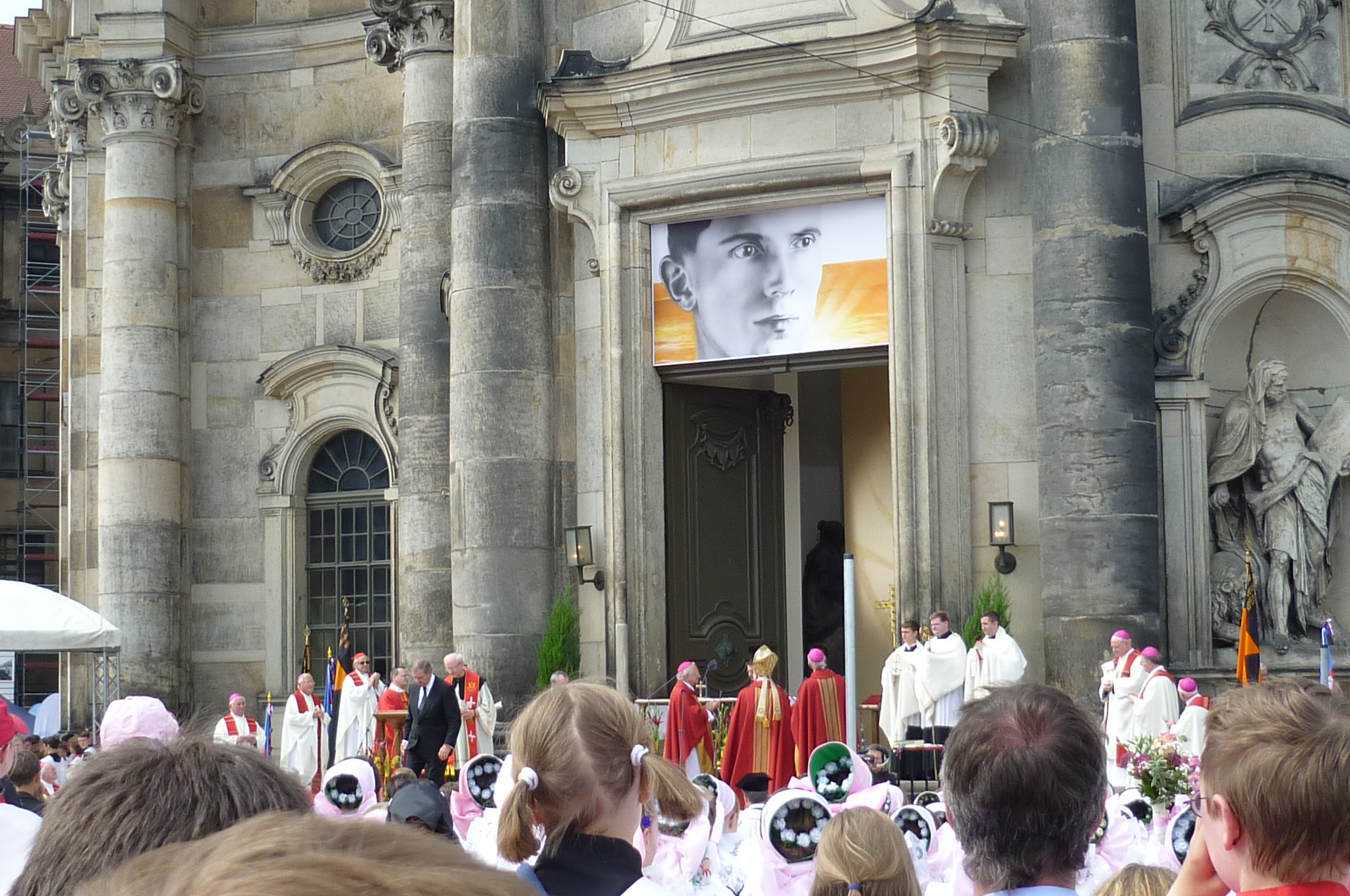
Beatificarea solemnă a preotului Andritzki la Dresda în 2011

Procesul de beatificare s-a desfășurat inițial la nivel diecezan la 1 iulie 1998 până la 22 martie 2001 în cadrul Diecezei de Dresda. Sfântul Scaun, la cererea episcopului de Dresda, a emis la 27 august 1998 autorizația nihil obstat pentru începerea procesului de beatificare. Congregația pentru Cauzele Sfinților a validat ulterior procesul diecezan după primirea cutiilor cu documentație și a primit, de asemenea, dosarul Positio de la postulator în 2003. Teologii consultanți au studiat documentația, au discutat rezultatele analizei și au dat votul afirmativ argumentării martiriului la 7 noiembrie 2009, așa cum au făcut și membrii Congregației pentru Cauzele Sfinților la 9 noiembrie 2010.
La 10 decembrie 2010 papa Benedict al XVI-lea a autorizat Congregația pentru Cauzele Sfinților să promulge decretul prin care se recunoaștea faptul că Andritzki a fost ucis „in odium fidei” („din ură față de credință”) și, prin urmare, a aprobat beatificarea sa. Cardinalul Angelo Amato a prezidat ceremonia solemnă de beatificare în numele papei, care a avut loc în 13 iunie 2011 la Dresda; au participat la acest eveniment aproximativ 11.000 de persoane, inclusiv episcopul de Dresda, Joachim Reinelt, și premierul landului Saxonia, Stanislaw Tillich.

## Legături externe
- Hagiography Circle
- Saints SQPN
- Santi e Beati